# 라스트맨 스탠딩 (1996년 영화)
《라스트맨 스탠딩》(Last Man Standing)은 1996년 공개된 미국의 액션 영화이다.

## 출연

### 주연
- 브루스 윌리스

### 조연
- 크리스토퍼 월켄
- 알렉산드라 파워스
- 데이비드 패트릭 켈리
- 윌리엄 샌더슨
- 카리나 롬바드
- 브루스 던

## 기타
- 공동제작: 랠프 S. 싱글톤
- 미술: 게리 위즈너
- 의상: 댄 무어
- 배역: 마리 게일 아츠
- 배역: 바바라 코엔